# 85439 Barbero
85439 Barbero è un asteroide della fascia principale interna. Scoperto nel 1997, presenta un'orbita caratterizzata da un semiasse maggiore pari a 2,304325 UA e da un'eccentricità di 0,079040, inclinata di 5,163121° rispetto all'eclittica.
È membro della famiglia di asteroidi Flora.
È dedicato ad Alessandro Barbero, noto storico italiano.